# Eliška (rybník, Zaječice)
Eliška je rybník, který se nachází v Zaječicích v okrese Chrudim. Má tvar kopyta. Po hrázi prochází silnice spojující Bítovany se Zaječicemi. Na hrázi se nachází památný hloh. Rybník vznikl po roce 1852.

## Galerie

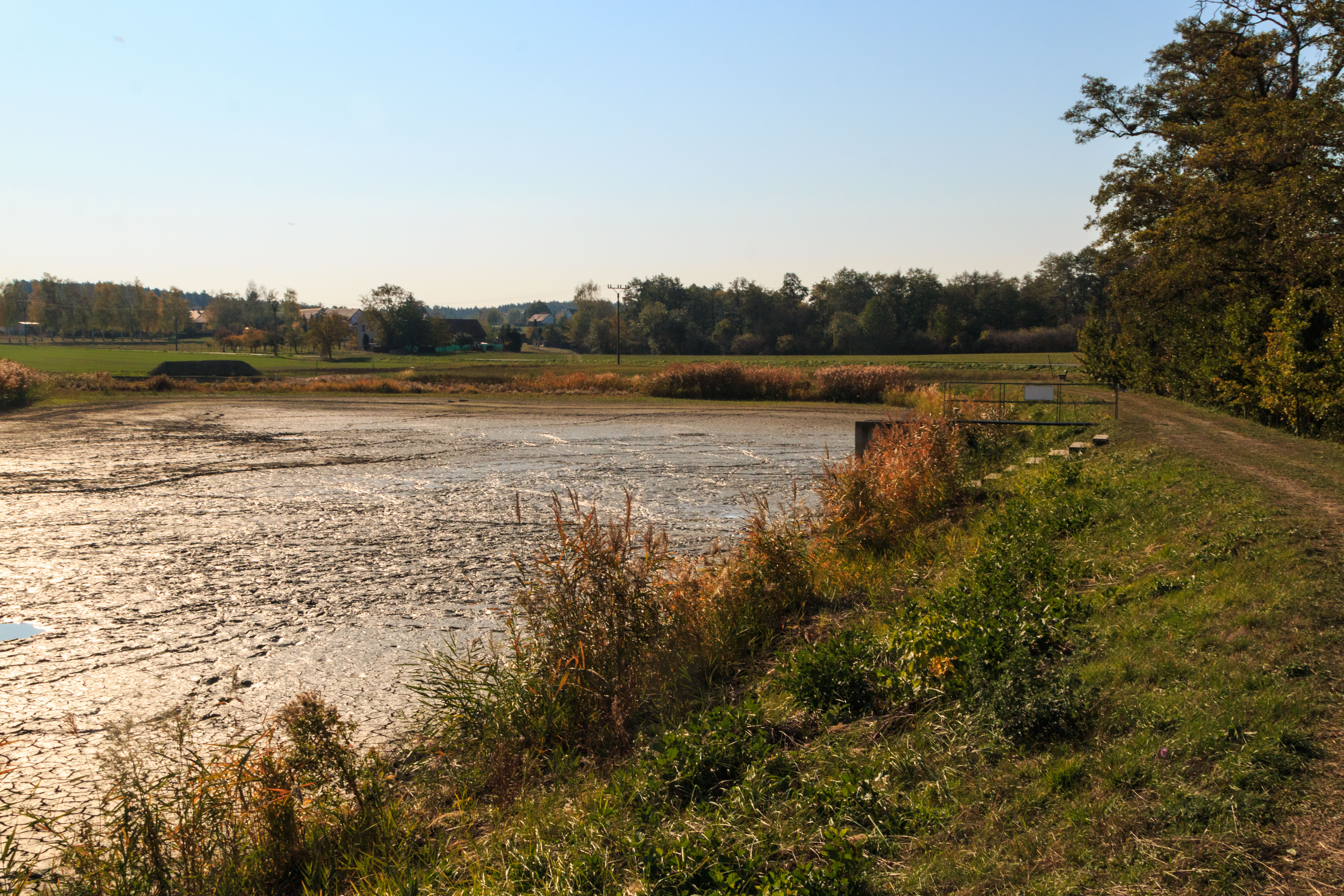
Pohled z hráze (říjen 2018)
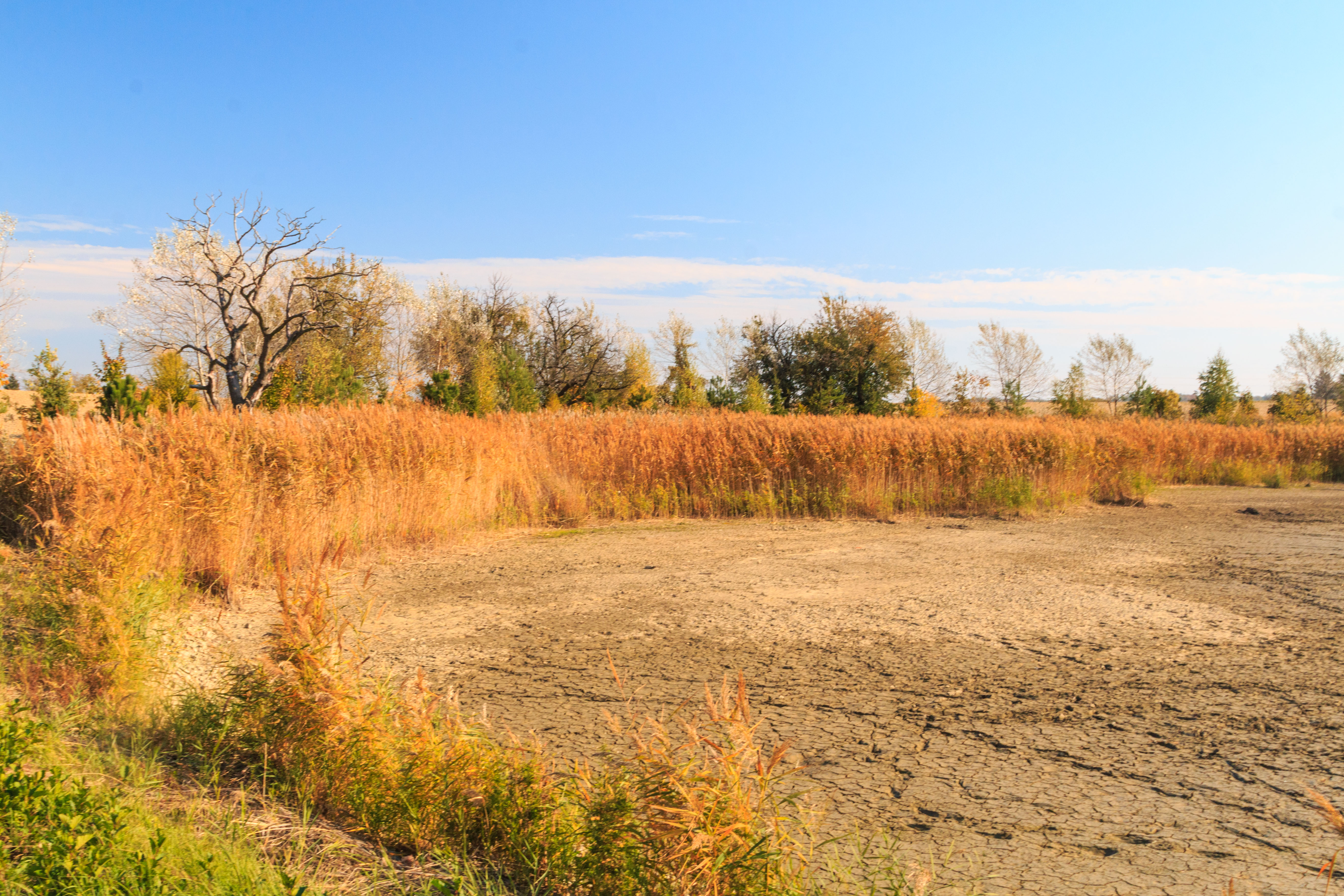
Pobřežní rákosiny (říjen 2018)